# Mocsári fiallócsiga
A mocsári fiallócsiga (Viviparus contectus) a csigák (Gastropoda) osztályának az Architaenioglossa rendjébe, ezen belül a Viviparidae (elevenszülő csigák) családjába tartozó faj.

## Előfordulása
A mocsári fiallócsiga elterjedési területe Kelet-Angliától Közép-Európán keresztül Nyugat-Szibériáig, az oroszországi Jekatyerinburg városig terjed.

## Megjelenése
Ez a fiallócsigafaj az egyik legnagyobb kopoltyús csigánk. Háza 30-50 milliméter magas és 23-37 milliméter széles, színe zöldesbarna, legtöbbször három vörösbarna csíkkal. Varratai sekélyek, ezért kanyarulatai csak kissé lépcsőzetesek. A ház csúcsa tompa. A tapogatók hosszúak és fonal alakúak, a szem ezek végén, kívül helyezkedik el.

## Hasonló faj
A Viviparus viviparus zömökebb termetű, varratai mélyebbek, kanyarulatai lépcsőzetesebbek. Mocsarakban, iszapos fenekű tavakban él. Mindkét faj elevenszülő, a kikelő fiatal csigákat a vízbe hullatják.

## Életmódja
A mocsári fiallócsiga nagyobb, lassan folyó vizek, ritkábban tavak lakója.